# Erlöserkirche (Melk)

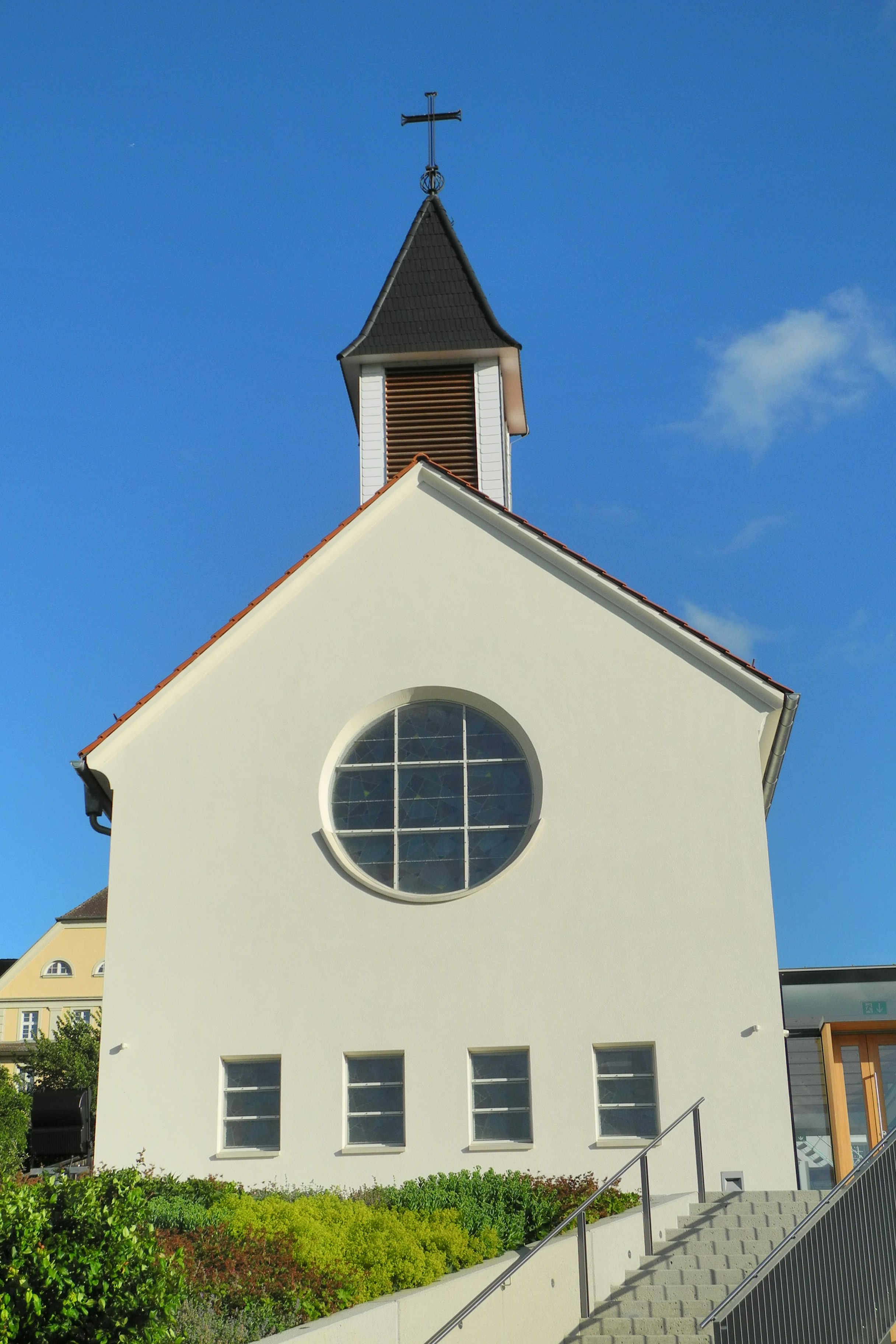
Erlöserkirche in Melk

Die Erlöserkirche Melk ist eine evangelische Kirche in der Stadt Melk in Niederösterreich. Sie befindet sich in der Kirchenstraße 15. Sie gehört zu der Evangelischen Pfarrgemeinde A.u.H.B. Melk-Scheibbs.

## Erlöserkirche
Erhöht im Westen der Stadt gelegen wurde die Kirche des im Jahre 1956 gegründeten Pfarrgebietes Melk und Scheibbs nach den Plänen der Architekten Friedrich Rollwagen und Rudolf Pamlitschek in den Jahren 1956 bis 1959 errichtet. Der Rechteckbau unter einem asymmetrischen Satteldach und darunter hängender Segmentbogentonne als Holzverschalung trägt einen Dachreiter. Die ornamentale Glasmalerei, die Einrichtung und ein Kruzifix als Glasmosaik sind vom Künstler Franz Déed aus der Bauzeit.
Kirchenglocken
Die Glocke der Erlöserkirche Melk wurde 1986 von der Evangelischen Johannes-Kirchengemeinde in Rutesheim / Württ gesponsert. Rutesheim ist Partnerstadt von Scheibbs. Der damalige Pfarrer Simen hat auf Anfrage der Pfarrgemeinde hin in den 80er Jahren Kollekten für eine Glocke in Melk gesammelt, sodass die Gemeinde dann bald schon über die Innsbrucker Firma Grassmayr eine neue Glocke gegossen bekamen, die tonlich haben auf die 3 Glocken der Stadtpfarrkirche Melk abgestimmt, damit die Glocken akustisch in Symphonie erklingen.
Die Glocke in Melk mit der eingegossenen Aufschrift: „Ich weiß, dass mein Erlöser lebt“ (Hiob 19,25) stand zunächst einige Monate im Altarraum, weil sich herausstellte, dass der Turm (Dachreiter) keinen Glockenstuhl hat.
Die Glocke kostete 35.000,- Österreichische Schilling, ebenso viel der neugebaute Glockenstuhl. Auch hier half uns wieder Rutesheim. Aus Dankbarkeit luden wir dann den dortigen Pfarrer samt Gemeinde zur Glockenweihe Christi Himmelfahrt 1986 ein, welcher über den Hiobtext predigte.
Das Pfarrhaus wurde zeitlich vor der Kirche in den Jahren 1951 bis 1953 errichtet und schließt im rechten Winkel an der Kirche an.
2008 bis 2010 wurde die Kirchen saniert und das Evangelische Gemeindezentrum (EGZ) mit Wohneinheiten (neues Pfarrhaus) errichtet.
2024 wurde die Fassade des EGZ grunderneuert und das Geläut mit einer Funkuhr aufgerüstet.
Folgende Pfarrer betreuten in der jüngeren Geschichte nach dem Toleranzpatent von 1781 die Evangelischen in den Bezirken Melk und Scheibbs:
1894 bis 1902 Vikar, später Pfarrer Peter Petersen, St. Pölten //
1901 bis 1902 Pfrarrer Max Molensky, St. Pölten //
1902 bis 1905 Pfarrer Erich Stöckl, St. Pölten //
1905 bis 1913 Pfarrer Hans Jaquemar (mit Vikar Siegfried Denzel 1909 bis 1913), St. Pölten //
1913 bis 1917 Pfarrer Friedrich Ulrich (mit Vikar Georg Leihos 1914), St. Pölten //
1917 bis 1921 Pfarrer Ernst Siegfried Denzel (mit Vikar Hans Zimmermann ab 1919), St. Pölten //
1921 bis 1926 Vikar, ab 1922 Pfarrer Dr. Franz Kubisch, Amstetten (mit Vikar Otto Trapp, 1922 Amstetten) //
1926 Vikar Viktor Reinbrecht, Amstetten //
1927 bis 1932 Pfarrer Adolf Künzel, Amstetten //
1932 bis 1952 Pfarrer Theodor Beermann (Amstetten) //
1953 bis 1956 Pfarrer Gustav Weinberger, Amstetten, mit dem siebenbürger Flüchtlingspfarrer Ernst Wagner (1949 bis 1953), Amstetten, und Vikar Günter Barthel, Melk (1953 bis 1955) //
1955 Vikar Ernst Gläser, Melk //
1956 bis 1959 Pfarrer Ernst Gläser, Melk-Scheibbs //
1959 bis 1984 Pfarrer Wilhelm Stritar, Melk-Scheibbs //
1984 bis 2015 Pfarrer Günter Battenberg, Melk-Scheibbs //
2015 bis 2023 Pfarrer László László, Melk-Scheibbs //
seit 2023 Pfarrer David Zezula, Melk-Scheibbs //
Kurator ist seit 2023 Josef Trinkl.
Kontakt:
Evangelische Pfarrgemeinde A.u.H.B. Melk-Scheibbs
Kirchenstraße 15, 3390 Melk